# ابله (فیلم ۱۹۴۶)
ابله (انگلیسی: The Idiot) فیلمی به کارگردانی ژرژ لامپن است که در سال ۱۹۴۶ منتشر شد. این فیلم اقتباسی از رمانی به همین نام اثر فیودور داستایفسکی است. از بازیگران آن می‌توان به ژرار فیلیپ اشاره کرد.